# Ocnogyna ramburi
Ocnogyna ramburi là một loài bướm đêm thuộc phân họ Arctiinae, họ Erebidae.